# Моріс Шуман
Моріс Шуман (фр. Maurice Schumann; 10 квітня 1911, Париж, Французька республіка — 10 лютого 1998, Париж, Франція) — французький політичний діяч, дипломат. Герой Другої світової війни.

## Біографія
Народився 10 квітня 1911 року в Парижі. Брав участь в Другій світовій війні.
У кабінеті Кув де Мюрвіля займав пост міністра соціальних справ. Міністр закордонних справ з 22 червня 1969 по 15 березня 1973 рр. в кабінетах Жака Шабан-Дельмаса і П'єра Мессмера при президентові Жоржі Помпіду.
Під час зустрічі міністрів закордонних справ Європейської економічної спільноти в 1969 році, заявив умови Франції для Англії, що приєднується до співтовариства на його третій нараді, тобто питання аграрних фінансів мали бути улагоджені в першу чергу.
У 1974 році обраний членом Французької академії. Його наступником в 13-му кріслі Академії став колишній прем'єр-міністр П'єр Мессмер, в кабінет якого входив Шуман.